# 클라인슈타터라이

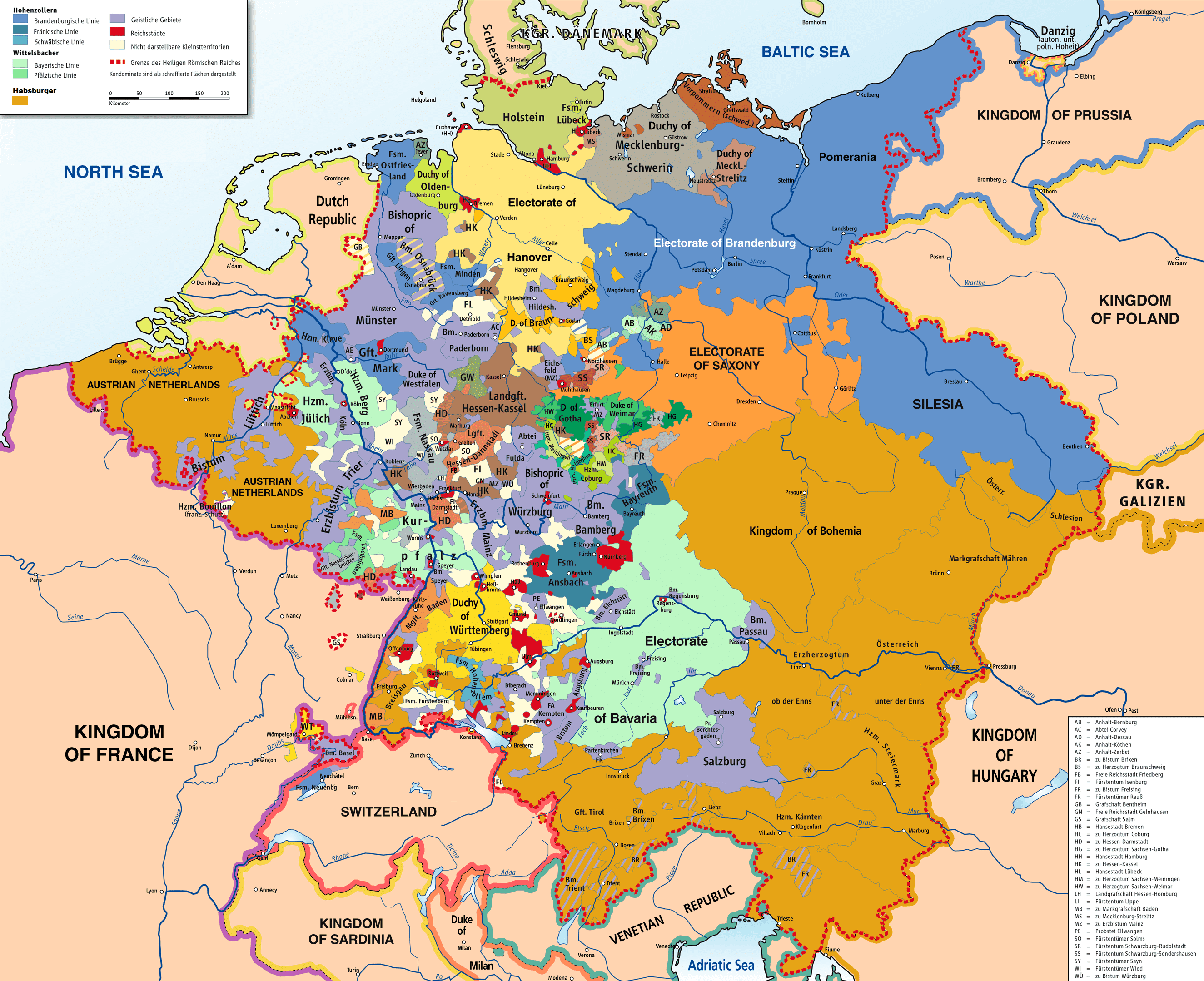
1789년 신성 로마 제국 시기

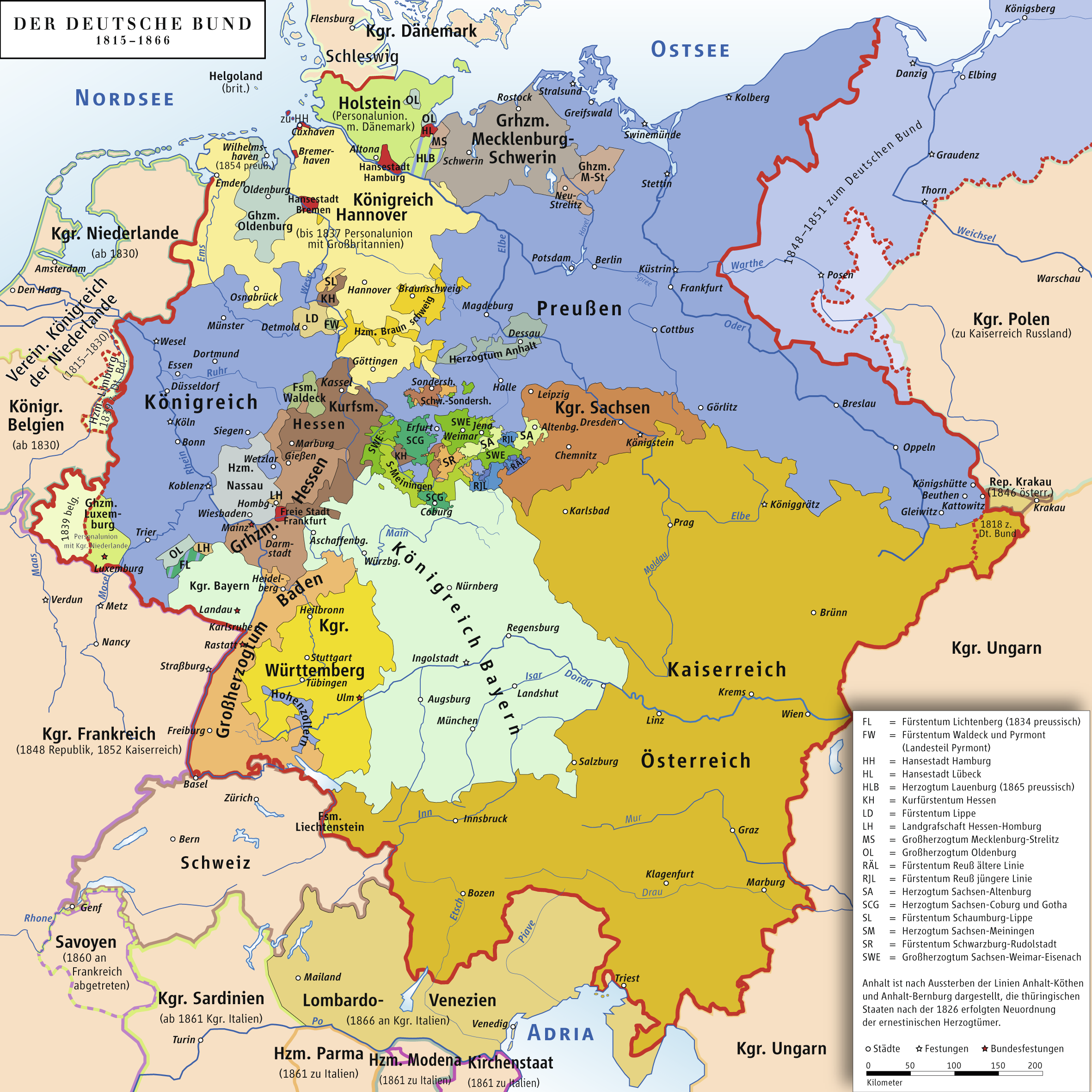
독일 연방 시기

클라인슈타터라이(독일어: Kleinstaaterei, 30년 전쟁의 종료 후)는 19세기 전반의 신성 로마 제국과 독일 연방 기간 동안 독일 및 주변 지역의 영토 분할을 표시하는 데 사용되는 독일어 단어이다. 사실상 주권은 중세 시대의 마을이나 수도원과 교회 영지보다는 조금 더 큰 영방국가 수준이었다. 18세기 동안에 독일 영방의 숫자는 294개에서 348개에 이르렀다. 클라인슈타터라이 중 상당수가 실제로는 두 개 이상의 인접하지 않은 영토로 구성되었고, 종종 혼인 동맹을 통해 연합하기도 했다.

## 같이 보기
- 소왕국
- 독일의 연방제